# Борщівський деканат УГКЦ
Борщівський деканат (протопресвітеріат) Бучацької єпархії УГКЦ — релігійна структура УГКЦ, що діє на території Тернопільської області України.

## Декани
- о. Іван Яворський (7 липня 2008 —?)[1],
- о. Михайло Грицьків[джерело?].

## Парафії
| Парафії                                  | Населені пункти          |
| ---------------------------------------- | ------------------------ |
| Святої Великомучениці Параскеви          | с. Більче-Золоте         |
| Різдва святого Івана Христителя          | м. Борщів                |
| Успіння Пречистої Діви Марії             | м. Борщів                |
| Святих Верховних Апостолів Петра і Павла | м. Борщів                |
| Святого Димитрія                         | с. Бурдяківці            |
| Святої Параскеви Терновської             | с. Верхняківці           |
| Святого Миколая                          | с. Висічка               |
| Різдва Пресвятої Богородиці              | с. Вовківці              |
| Різдва Пресвятої Богородиці              | с. Глибочок              |
| Різдва Пресвятої Богородиці              | с. Гуштин                |
| Преподобного Семиона Стовпника           | с. Дубівка               |
| Преображення Господнього                 | с. Жилинці               |
| Святого Архистратига Михаїла             | с. Іванків               |
| Святих Верховних Апостолів Петра і Павла | с. Констанція            |
| Зачаття Святого Івана Христителя         | с. Королівка             |
| Святого Архистратига Михаїла             | с. Ланівці               |
| Воздвиження Чесного Христа Господнього   | с. Лосяч                 |
| Святих Апостолів Петра і Павла           | с. Мушкатівка            |
| Царя Христа                              | с. Озеряни               |
| Перенесення мощей Святого Миколая        | с. Олексинці             |
| Святого Архистратига Михаїла             | с. Пищатинці             |
| Перенесення мощей Святого Миколая        | с. Сапогів               |
| Успення Пресвятої Богородиці             | смт Скала-Подільська     |
| Святого Священномученика Йосафата        | с. Слобідка-Мушкатівська |
| Успіння Пресвятої Богородиці             | с. Стрілківці            |
| Різдва Святого Івана Хрестителя          | с. Трійця                |
| Святого Духа                             | с. Тулин                 |
| Святих Верховних Апостолів Петра і Павла | с. Цигани                |
| Преображення Господнього                 | с. Шершенівка            |
| Святого Великомученика Димитрія          | с. Юр'ямпіль             |